# Diplodus annularis
Diplodus annularis е вид бодлоперка от семейство Sparidae. Видът не е застрашен от изчезване.

## Разпространение и местообитание
Разпространен е в Албания, Алжир, Босна и Херцеговина, България, Гибралтар, Грузия, Гърция, Египет, Израел, Испания, Италия, Кипър, Либия, Ливан, Малта, Мароко, Монако, Португалия, Румъния, Русия, Сирия, Словения, Тунис, Турция, Украйна, Франция и Хърватия.
Обитава полусолени водоеми и морета. Среща се на дълбочина от 1,5 до 123 m, при температура на водата от 14,7 до 20,2 °C и соленост 35,3 – 38 ‰.

## Описание
На дължина достигат до 24 cm.
Продължителността им на живот е около 7 години.